# محمدرضا رزاقی
محمدرضا رزاقی (زاده ۱۳۳۳) پزشک و استاد دانشگاه ایرانی است که بنابر پیشنهاد وزیر بهداشت، درمان و آموزش پزشکی، در تاریخ ۲۳ شهریور ۱۳۸۹ به عنوان رئیس دانشگاه علوم پزشکی و خدمات درمانی و بهداشتی شهید بهشتی انتخاب شد.

## سوابق
بخشی از سوابق شغلی و حرفه‌ای رزاقی عبارتند از:
- ریاست بیمارستان شهید حیدری نهاوند
- معاونت درمان بهداری استان همدان
- مسئول جمعیت هلال احمر استان همدان
- ریاست بیمارستان شهدای تجریش
- معاونت پژوهشی سازمان پزشکی قانونی کشور[۲]